# Die Verlobung im Kloster
Die Verlobung im Kloster (auch Duenja), op. 86 (russ. Обручение в монастыре, Obrutschenije w monastyre) ist eine „lyrisch-komische“ Oper in vier Akten (neun Bilder) von Sergei Prokofjew. Das Libretto schrieben Sergei Prokofjew und Mira Mendelson nach dem Theaterstück The Duenna (1775), dessen Libretto von Richard Brinsley Sheridan stammt. Die Oper entstand 1940/41.

## Entstehung
Nachdem Prokofjew 1936 in die UdSSR zurückgekehrt war, komponierte er vier bedeutende neue Opern – Semjon Kotko, Die Verlobung im Kloster, Krieg und Frieden und Die Geschichte über einen wahren Menschen. Unmittelbar im Anschluss an den Semjon Kotko führte Prokofjew sein nächstes Projekt aus;  in erstaunlich kurzer Zeit, nämlich vom Frühjahr bis zum Herbst 1940, entstand die komische Oper Die Verlobung im Kloster.
Mira Mendelson schlug Prokofjew im Frühjahr 1940 vor, eine Oper nach einem Libretto von Richard Sheridan zu schreiben. Der Komponist notierte über diese Arbeit:
„Der feine Humor, die zauberhafte Lyrik, die zugespitzte Charakterisierung der Personen, die Dynamik der Handlung, der spannungsreiche Aufbau des Sujets, bei dem der Zuschauer auf jede Wendung mit Interesse und Ungeduld wartet, all das hat mich gereizt.“
Bei seiner Überarbeitung von Sheridans Vorlage kürzte Prokofjew die Dialoge und spitzte sie zu, um sie der musikalischen Intonation zu unterwerfen; er schuf auf diese Art „ein Klanggewebe, das von Humor nur so spüht und as reich an Ungewöhnlichem und Unstimmigkeiten ist: Es ist kapriziös und ändert sich ständig, ist sorgfältig chronometrisch ausgefeilt und besitzt eine probaten Rhythmus und eine untadelig deutliche Organisation. [...] The Duenna ist ein wirklches Theaterfest, das uns durch den reichtum an glänzenden Farben und durch die Ausgefeiltheit des Stils in den Bann schlägt,“ schrieb Natalja Swankina.

## Handlung
Der Vierakter handelt von Liebeswirren im Sevilla des 18. Jahrhunderts. Zwei junge Paare finden erst nach erheblichen Turbulenzen zueinander, ganz wie im „tollen Tag“ von Mozarts „Le Nozze di Figaro“. Dies liegt wohl darin begründet, dass der irische Dramatiker Richard Brinsley Sheridan, der das Theaterstück „La Dueña“ und somit die Vorlage schrieb, ein Zeitgenosse des französischen Schriftstellers Pierre Augustin Beaumarchais – und damit auch von Mozart war.
Der reiche und alte Fischhändler Mendoza will Don Jeronimos Tochter Luisa heiraten. Der Vater ist damit einverstanden, doch Luisa  liebt den jungen und armen Don Antonio, ihr Bruder Ferdinand die schöne Clara. Luisas Amme Duenna will ebenfalls den Fischhändler  erobern und versucht Don Jeronimos Pläne zu vereiteln. Luisa zieht die Kleider ihrer Amme an und lässt sich als solche von ihrem Vater aus dem Haus jagen. Die wirkliche Duenna in Luisas Kleidern bittet Mendoza, sie zu entführen und zu heiraten. Auf dem Weg zu Don Antonio trifft Luisa ihre Freundin Clara, die sich von ihrem Freund Ferdinand gekränkt fühlt und ins Kloster gehen will. Antonio und Luisa wollen sich trauen lassen, desgleichen Mendoza mit der vermeintlichen Luisa. Luisa und Mendoza bitten Don Jeronimo um seine Einwilligung zur Heirat, die dieser gibt, ohne die wirklichen Zusammenhänge zu durchschauen. Die Hochzeit soll im Kloster stattfinden. Dort trifft Ferdinand mit Clara zusammen, und beide versöhnen sich. Die lustig feiernden Mönche sind bereit, die drei Paare Mendoza und Duenna, Antonio und Luisa sowie Ferdinand und Clara zu trauen. Don Jeronimo erkennt den Betrug zu spät und muss schließlich gute Miene zum bösen Spiel machen.

## Diskographie (Auswahl)
- Bolshoi Theatre, Moscow, Alexander Lazarev, (Melodija)
- Betrothal in a Monastery (Die Verlobung im Kloster), mit Anna Netrebko, Larissa Diadkowa

## Aufführungsgeschichte
Die Uraufführung der Verlobung im Kloster sollte noch im Jahre 1941 stattfinden, kam aber infolge des Krieges nicht zustande. Sie fand schließlich am 3. November 1946 in Leningrad statt. Das Orchester leitete Boris Emmanuilowitsch Chaikin.  Von den acht Prokofjew-Opern haben sich eigentlich nur Die Liebe zu den drei Orangen (1919) und Der feurige Engel (1927) auf den internationalen Bühnen etabliert, während Die Verlobung im Kloster nur selten gespielt wird. Prokofjews lyrisch-komische Oper „Die Verlobung im Kloster“, nur ein Jahr vor Hitlers Überfall auf Russland vollendet, wurde als „typische Erscheinung des Formalismus“ gegeißelt und erhielt in der UdSSR Aufführungsverbot. Dabei hatte der Komponist für diese sechste seiner insgesamt acht Opern einen heiteren, volkstümlichen Stoff gewählt. Die früheste Aufführung einer Oper Prokofjews in der DDR fand 1957 mit der Verlobung im Kloster in Leipzig statt.